# Paphos
Paphos (greacă Πάφος) este un oraș situat în partea de vest a Ciprului. La recensământul din 2001 avea 31.738 locuitori. Centru administrativ (reședința districtului omonim). Situl arheologic Paphos este înscris pe lista patrimoniului cultural mondial UNESCO. Din 1982 localitatea este deservită de un aeroport internațional (cod ICAO: LCPH).